# Dimorphinoctua
Dimorphinoctua é um gênero de traça pertencente à família Noctuidae.